# 延宝伝燈録
『延宝伝燈録』（えんぽうでんとうろく、全41巻）は、卍元師蛮によって編纂された、日本における禅僧の灯史。

## 概要
「伝燈」とは「さとり」の燈火（真理）を伝えるという意味で、禅におけるさとりを得た禅者の行状や言語を集めたものである。延宝6年（1678年）に脱稿したもので、宋の景徳元年（1004年）の『景徳伝燈録』にならって命名したものである。
著者の卍元師蛮は臨済宗妙心寺派の僧侶で、青年の頃より僧伝を編纂しようと思い立ち、資料の蒐集に30年あまりの歳月を要し、妙心寺東西軒でこの書を著した。ただし、完成後上梓するまでにさらに時間を費やしており、宝永3年（1706年）の、卍元が没する4年前にやっと日の目を見ている。
卍元の編纂意図としては、多元的に日本に伝来した禅の伝燈嗣承を明確にすることであり、嗣法した師を示しても、開悟した本人の独自の語句のない者は拾遺に収めている。1050名の禅僧の行状悟入の機縁問答・法語・偈・頌を集め、さらに修禅した他宗の僧や天皇・皇后・相将居士も収録されており、総員千数百名に及んでいる。36巻以降には傑出した禅僧の法語や禅を表現する詩（拈古・頌古）や短篇の著述もあり、全41巻のうち、1巻は目録に当てられている。